# Західноукраїнська мовно-літературна практика
Західноукраї́нська мо́вно-літерату́рна пра́ктика  — варіант української літературної мови із специфічними ознаками, зумовленими історичними, політичними, соціальними та мовними (діалектними) чинниками, який функціонував на західноукраїнських землях, зокрема Галичині, упродовж XIX — 1-ї пол. XX ст.
Понад п'ять століть західноукраїнські землі перебували в складі інших держав, не мали ні територіальної, ні етнічної єдності. Ця обставина, а також суто географічні умови — значний масив гірського рельєфу, що утруднював спілкування між селами, містами і містечками, сприяли збереженню у мові населення деяких архаїчних рис, успадкованих з давньоукраїнської (руської) мови, та виробленню нових діалектних рис, відмінних від тих, що формувалися у Східній Україні. Поставлена в підневільне становище, українська мова в різних частинах Західної України зазнавала впливу структурно віддалених мов держав-завойовників — польської, німецької, угорської, румунської. Унаслідок цього окремі лексичні, морфологічні, синтаксичні елементи згаданих мов протягом тривалого часу адаптувалися до системи української мови і стали органічною складовою частиною південно-західного наріччя, певною мірою вплинувши на специфіку його лексичного складу.

## Історія
Демократизація української літературної мови у Західній Україні, започаткована Маркіяном Шашкевичем, Іваном Вагилевичем, Яковом Головацьким в альманасі «Русалка Дністровая», відкрила шлях до широкого використання різних елементів південно-західного наріччя. Однак потреби української літературної мови, яка, хоч і обмежено, почала функціонувати у пресі, шкільній і університетській освіті, діловодстві Західної України, зокрема Галичини (унаслідок революції 1848 уряд Австро-Угорщини змушений був зробити деякі поступки корінному населенню щодо його національного відродження), не могли задовольнятися лише народною мовою.
Важливим джерелом західноукраїнської мовно-літературної практики залишилися також старокнижна українська та старослов'янська мови. Цілком природним процесом було творення нових слів, переважно абстрактної лексики, розширення значень існуючих слів, калькування, особливо термінів, з різних мов, а то й прямі запозичення, насамперед з польської та німецької, російської й інших слов'янських мов. Уплив польської та німецької мов позначився й на ідіоматиці, синтаксисі української літературної мови, що функціонувала на західноукраїнських територіях.
Процес вироблення літературної мови в Західній Україні, особливо її наукового, публіцистичного стилів, завдяки пресі, а пізніше — виданням Наукового товариства імені Шевченка відбувався швидкими темпами. Її престижу великою мірою сприяла діяльність Івана Франка, Осипа Маковея, Леся Мартовича, Василя Стефаника, Марка Черемшини, Ольги Кобилянської, Богдана Лепкого, Михайла Яцкова й ін.
Східноукраїнські письменники, позбавлені можливості друкуватися у Російській імперії, публікували свої твори в західноукраїнських виданнях. Передплачуючи ці видання, східноукраїнська інтелігенція засвоїла цілий ряд західноукраїнських лексем, що особливо наочно виявилося, коли в Східній Україні після російської революції 1905 було дозволено видавати газети і журнали українською мовою. Переведення у цей час деяких львівських видань до Києва (наприклад, «Літературно-наукового вісника») дало змогу ширшому загалу українського населення ознайомитися із західноукраїнською мовно-літературною практикою.
Проте, продовжуючи збагачувати літературну українську мову, витворену на східноукраїнській основі, західно-українська (галицька) мова продовжувала розвиватись, принаймні в перші десятиліття ХХ ст. Апогеєм її розвитку стали літературно-мистецькі твори західно-українських (галицьких) письменників рубежу 19/20 ст. І. Франка, О. Кобилянської, В. Стефаника, Б. Лепкого, В. Пачовського й ін. та державно-правові
(юридичні, військові, публіцистичні й ін.) документи періоду існування ЗУНР (1918—1923 рр.), як і, взагалі, західно-українська галицька преса від кінця ХІХ ст. аж до 1939 р. Теж на Заході деякі емігрантські видання продовжують її плекати аж до нинішнього дня.
У нормативному відношенні західно-українська (галицька, до 1918 р. звана як руська) мова, як варіант української літературної, вперше унормована словником Є. Желехівського «Малоруско-німецький словар», тт. І—ІІ (1888 р.) і граматикою С. Смаль-Стоцького і Ф. Гартнера «Граматика руської мови» (1893 р.).

## Специфіка
Найвиразніше специфіка західноукраїнської мовно-літературної практики виявлялась у лексиці (див. Галичанізм). Значними були відмінності у фонетиці, морфологічному оформленні (кульоари, експльоатация, бюрокрация, девіза, контроля, екстаза, етикета), почасти в семантиці запозичених слів.
Звичайними були випадки запозичення і калькування слів, словосполучень, синтаксичних конструкцій з польської, німецької, церковнослов'янської, російської мов типу представляти, представленє, предложенє; думаю вже посїдати, дав му зрозуміти, спосібність рушати наперед тощо.
У будові речення запозичення виявилося, наприклад, у вживанні означення після означуваного слова: «Питомцї тої семінариї від р. 1794 кілька разів давали в мурах семінарських вистави театральні, розумієть ся, польскі» (Іван Франко).
Різнилася від східноукраїнської (наддніпрянської) мовної практики і правописна система, яку застосовували в Західній Україні (див. Желехівка, Панькевичівка та ін.).

## Дискусія
У 1891 з критикою мови віршів галицьких поетів виступив Борис Грінченко, чим започаткував дискусію про шляхи творення єдиної літературної мови, про місце в ній локальних елементів, зокрема галицьких запозичених та новоутворених слів. Піклуючись про чистоту української літературної мови, тип якої виробився у творах Івана Котляревського, Григорія Квітки-Основ'яненка, Тараса Шевченка, він вважав небажаним для неї введення місцевих, запозичених та створених на галицькому ґрунті нових слів. Побоювався Борис Грінченко, очевидно, і можливої переорієнтації української літературної мови на південно-західну (галицьку) діалектну базу.
Те, що основою єдиною українською літературною мовою має бути мова центральноукраїнських регіонів, визнавалося й багатьма представниками західноукраїнської інтелігенції, причому не лише теоретично, а й на практиці (досить згадати хоча б про те, як працювали Іван Франко, Ольга Кобилянська й інші над мовою своїх творів). Найчіткіше ця позиція була сформульована Іваном Франком у статті «Говоримо на вовка — скажімо і за вовка». Письменник наголосив на потребі вивчати місцеві говірки на всій території України, підкреслив їх роль як невичерпного джерела літературної мови, розкрив історичні причини мовних відмінностей на західноукраїнських територіях і закликав використати їх «на пожиток цілості». Обговорення питань поширення галицьких елементів в українській літературній мові тривало також у 1907–1909, 1912–1913. У цей час виступив, зокрема, Іван Нечуй-Левицький з аналізом мови і правопису преси та наукових видань, наводячи списки слів і виразів, які, на його думку, були галичанізмами.
Дискусія, безперечно, мала позитивний вплив на розв'язання окремих питань розвитку української літературної мови, сприяла об'єктивному процесові взаємодії південно-східного наріччя як основи нової української літературної мови і південно-західного, що власне і відбивало факт творення єдиної літературної мови.
Не втративши своєї основи, виробленої письменниками Східної України і визнаної взірцевою діячами української мови і культури на всіх українських територіях, українська літературна мова помітно збагатилася внаслідок взаємодії із західноукраїнським варіантом літературної мови: її словниковий склад поповнився рядом слів абстрактного характеру (вибух, розпач, прагнути, досконалість, здолати), термінами з різних галузей науки, суспільного життя (многочлен, відхилення, провідник, недоторканність особи, ухвала, продукти, звіт), словами на позначення різних реалій (тека й ін.).